# Helicodontium jacobi-felicis
Helicodontium jacobi-felicis là một loài Rêu trong họ Myriniaceae. Loài này được P. de la Varde mô tả khoa học đầu tiên năm 1949.